# 梅沢一郎
梅沢 一郎（うめざわ いちろう　1908年（明治41年）9月1日 - 1995年（平成7年）5月28日）は、日本の政治家。埼玉県加須市長（1967年7月 - 1984年10月在任）。

## 経歴
埼玉県議会議員を務めた後、1960年埼玉県知事選挙に日本社会党公認で出馬。 146,292票 （得票率21.91%）を得票したものの、現職・栗原浩に及ばなかった。その後、1960年代に社会党中央委員を務め左派の立場から成田知巳委員長に論戦を挑んだりもしたが、1967年に中田重蔵加須市長が不信任決議で失職したことにより社会党推薦の無所属で出馬、当選して4期17年務めた。この間1975年の市長選では支援を受けていた部落解放同盟が対立候補の中田元市長のポスターを同和行政批判の公約を隠蔽するなどしたことから、選挙無効の裁判を起こされ最高裁判所で無効が確定する（埼玉県加須市長選挙無効事件）ものの、再選挙でも再選を果たした。 
1995年5月28日没。夫人・梅沢三保は、日中友好加須市民会議会長。 